# Катастрофа C-130 под Степанакертом
Катастрофа C-130 под Степанакертом — уничтожение армянскими силами военно-транспортного самолёта C-130 военно-воздушных сил Ирана с семьями иранских дипломатов на борту над Нагорным Карабахом, близ города Степанакерт, 17 марта 1994 года.

## Катастрофа
На борту самолёта находились семьи сотрудников иранского посольства в Москве, направлявшиеся в Тегеран на празднование Новруза.
Перед тем как отклониться от курса и войти в воздушное пространство над Нагорным Карабахом, экипаж сообщил о механических неисправностях. Через некоторое время воздушное судно разбилось.
На пресс-конференции первый заместитель министра иностранных дел Армении Жирайр Липаритян заявил, что самолёт должен был проследовать в Иран через Россию, Грузию и Армению. Однако он отклонился от курса примерно на 100 км восточнее и, покинув воздушное пространство Грузии, оказался не над Арменией, а над зоной боевых действий в Нагорном Карабахе.
Иранское посольство в Москве заявило, что в результате авиакатастрофы погибли все 19 пассажиров, включая 9 детей, и экипаж из 13 человек. Останки погибших иранских граждан были вывезены в Армению и отправлены в Тегеран из ереванского международного аэропорта Звартноц. На церемонии присутствовали вице-президент Армении Гагик Арутюнян и заместитель премьер-министра Армении Виген Читечян.
Для выяснения обстоятельств трагедии Иран создал специальную комиссию Военно-воздушных сил. Глава комиссии Абдат Аминиан отверг версию вице-президента Армении Гагика Арутюняна о том, что самолёт потерял управление и врезался в землю из-за неисправности системы управления полётом. Представитель МИД Ирана заявил, что «самолёт по неустановленным причинам после отклонения от курса взорвался в воздухе».
Аминиан заявил, что самолёт был сбит двумя ракетами, выпущенными армянскими вооружёнными формированиями, и отметил, что армянская сторона не взяла на себя ответственность за происшествие, однако признала, что её войска приняли иранское воздушное судно за азербайджанское и даже не пытались установить связь с экипажем для выяснения его принадлежности.
В опубликованном МИД Ирана официальном заявлении о результатах работы комиссии ВВС вина за уничтожение военно-транспортного самолёта возлагалась на армянские силы. В заявлении отмечалось, что «Иран оставляет за собой право подать иск и получить компенсацию для жертв катастрофы и призывает армянское руководство выявить и наказать виновных в уничтожении воздушного судна».
Министерство национальной безопасности Азербайджана предоставило иранской стороне перехваты радиопереговоров, сделанных азербайджанской разведкой в день катастрофы. Одна из фраз перехвата звучала так: «Мы только что сбили азербайджанский военный самолёт». Разведка Азербайджана считает, что воздушное судно было сбито самонаводящейся ракетой «Оса». Некоторые российские эксперты [уточнить] предположили, что иранское воздушное судно отклонилось от курса для выполнения разведывательной миссии, однако МИД Ирана отверг эти предположения.

## Последствия
Во время встречи с вице-президентом Армении Гагиком Арутюняном в Тегеране президент Ирана Али Акбар Хашеми Рафсанджани потребовал наказания тех, кто участвовал в уничтожении воздушного судна. Перед отбытием из Тегерана Арутюнян признал факт уничтожения иранского самолёта «по ошибке», однако не указал допустивших эту ошибку.
По мнению Хьюман Райтс Вотч: «По законам войны вооружённые формирования карабахских армян обязаны были выяснить принадлежность воздушного судна перед нанесением удара. Если они не использовали все имеющиеся средства для идентификации воздушного судна, то это является серьёзным нарушением гуманитарного права».